# Sodstvo v Italijanski republiki
Z besedo sodstvo (italijansko magistratura) se v Italiji imenuje pravosodno oblast, ki jo sestavljajo sodniki in javni tožilci. Člen 104 ustave določa, da je sodstvo samostojen in neodvisen organ. 

## Samostojnost sodstva
Samostojnost (autonomia ali autogoverno) pomeni, da ni predvideno sodelovanje drugih organov pri vršitvi sodnih funkcij, vključno z nadzorom in pregonom pripadnikov sodstva. Garant samostojnosti sodstva je Vrhovni sodni svet, ki je edini zadolžen za dodeljevanje služb in funkcij sodnikov in javnih tožilcev, za njihove premestitve in napredovanja ter za imenovanje sodnikov Kasacijskega sodišča. Je edini organ, ki ima pravico do sodnega postopanja proti sodnikom in javnim tožilcem, od obtožnice do obsodbe.

## Neodvisnost sodstva
Neodvisnost (indipendenza) pomeni, da je sodstvo enakopravno z drugimi oblikami oblasti (ker je poosebljenje sodne oblasti) in brez strukturne hierarhije (ker je sistem avtonomnih enot).
Neodvisnost od zakonodajne in izvršne oblasti zagotavlja sodstvu pravico do nemotene preiskave, preučitve in razsodbe prekrškov. Istočasno je za obtoženca jamstvo pravičnosti in politične neopredeljenosti sodnikov in javnih tožilcev. Neodvisnost indirektno tudi zagotavlja nepreklicnost sodne funkcije, kar pomeni, da sodniki in javni tožilci ne morejo biti odpuščeni iz službe, trenutno ukinjeni, premeščeni ali dodeljeni drugi funkciji, razen po odločitvi Vrhovnega sodnega sveta. 
Neodvisnost od hierarhičnih modelov pomeni, da je posamezni sodnik enakopraven sodnikom drugih stopenj, od katerih se razlikuje samo po funkcijah; za svoje odločitve ne odgovarja nikomur, ker je formalno odgovoren samo do zakona. To je med drugim tudi vzrok za absolutno prepoved obtožencem, da bi si izbirali sodnika.

## Odgovornost sodstva
Leta 1987 se je v Italiji izvršil referendum o odgovornosti sodstva, ki je s svojimi izidi vplival na odobritev zakona 117/88. Ta zakon določa in pravno urejuje civilno in kazensko odgovornost sodstva pri izvajanju njegovih funkcij. 
Sodstvo nosi civilno odgovornost v primeru namernega oškodovanja ali kratenja pravic obtoženca. Oškodovanec lahko zahteva odškodnino za materialne in nematerialne posledice, ki jih je utrpel zaradi odvzema osebne prostosti. Odškodnino bo odplačala država in  se bo nato prenesla na krivca.
Kazenska odgovornost sodstva zadeva prekrške, ki so jih sodniki in javni tožilci storili med izvajanjem sodne funkcije. Kdor je bil zaradi teh prekrškov oškodovan, lahko zahteva odškodnino; direktno od sodnika ali od države.
Isti zakon 117/88 izreka, da sta zadolžena za določanje kazni v gornjih primerih Kasacijsko sodišče in sodnik odgovornostnega procesa.

## Vir
- Bartole, S.: Il potere giudiziario, Bologna 2012